# The Branded Four
The Branded Four è un serial del 1920 diretto da Duke Worne.

## Produzione
Il serial fu prodotto dalla Select Pictures Corporation.

## Distribuzione
Distribuito dalla Select Pictures Corporation, il primo episodio del serial, A Strange Legacy, uscì nelle sale il 1º agosto 1920.

### Episodi
1. A Strange Legacy (1 agosto 1920, tre rulli))
2. The Devil's Trap (8 agosto 1920, due rulli)
3. Flames of Revenge (15 agosto 1920, due rulli)
4. The Blade of Death (22 agosto 1920, due rulli)
5. Fate's Pawn (29 agosto 1920, due rulli)
6. The Hidden Cave (5 settembre 1920, due rulli)
7. Shanghaied (12 settembre 1920, due rulli)
8. Mutiny (19 settembre 1920, due rulli)
9. The House of Doom(26 settembre 1920, due rulli)
10. The Ray of Destruction (3 ottobre 1920, due rulli)
11. Buried Alive (10 ottobre 1920, due rulli)
12. Lost to the World (17 ottobre 1920, due rulli)
13. The Valley of Death (24 ottobre 1920, due rulli)
14. From the Sky (31 ottobre 1920, due rulli)
15. Sands of Torment (7 novembre 1920, due rulli)

Non si conoscono copie ancora esistenti della pellicola che viene considerata presumibilmente perduta.